# Râul Șomcuta Mare
Râul Șomcuta Mare este un curs de apă, afluent al râului Barsău.